# Les Pinthières
Les Pinthières település Franciaországban, Eure-et-Loir megyében. Lakosainak száma 164 fő (2022. január 1.). Les Pinthières Grandchamp és Le Tartre-Gaudran községekkel határos.

## Népesség
A település népességének változása:
| Lakosok száma | 65   | 55   | 93   | 169  | 180  | 184  | 178  | 171  | 166  | 164  |
|               | 1968 | 1982 | 1990 | 2006 | 2013 | 2015 | 2017 | 2019 | 2020 | 2022 |